# Asmat (district)
Pour les articles homonymes, voir Asmat (homonymie).
 Asmat est un district de la région d’Anseba de l'Érythrée. La principale ville et capitale de ce district est Asmat. 